# Явроньга
Явроньга — река в Пинежском районе Архангельской области, правый приток реки Юла (бассейн Пинеги).

## Физико-географическая характеристика
Длина реки составляет 43 км. Площадь водосборного бассейна — более 60 км². Вытекает из озера Красный Окунь, находящегося в Монастырском заказнике. Высота истока — 183,8 м. Высота устья — 72,6 м. Имеет несколько небольших притоков. Река замерзает в ноябре и остаётся под ледяным покровом до конца апреля. Половодье с мая по июнь. Питание снеговое и дождевое.
Код водного объекта — 03020300312103000037149.

## Археологические стоянки
На берегах реки были обнаружены древние стоянки: Явроньга-I, Явроньга-I в торфянике, Явроньга-II и Нема. Нижний слой стоянки Явроньга-I датируется IX—VII тысячелетиями до н. э.

## Топографические карты
- Лист карты P-38-17,18 Пачиха. Масштаб: 1 : 100 000. Состояние местности на 1984 год. Издание 1988 г.
- Лист карты P-38-18-В,Г.
- Лист карты P-38-III,IV Новолавела. Масштаб: 1 : 200 000. Состояние местности на 1979 год. Издание 1987 г.